# Júnior César
Júnior César Eduardo Machado – meist Júnior César genannt – (* 9. April 1982 in Magé) ist ein ehemaliger brasilianischer Fußballspieler. Er spielte auf der Position des linken Verteidigers.

## Erfolge
Fluminense
- Staatsmeisterschaft von Rio de Janeiro: 2002
- Copa do Brasil: 2007

Botafogo
- Taça Guanabara: 2006
- Staatsmeisterschaft von Rio de Janeiro: 2006

Atlético Mineiro
- Campeonato Mineiro: 2013
- Copa Libertadores: 2013